# John L. Hacker

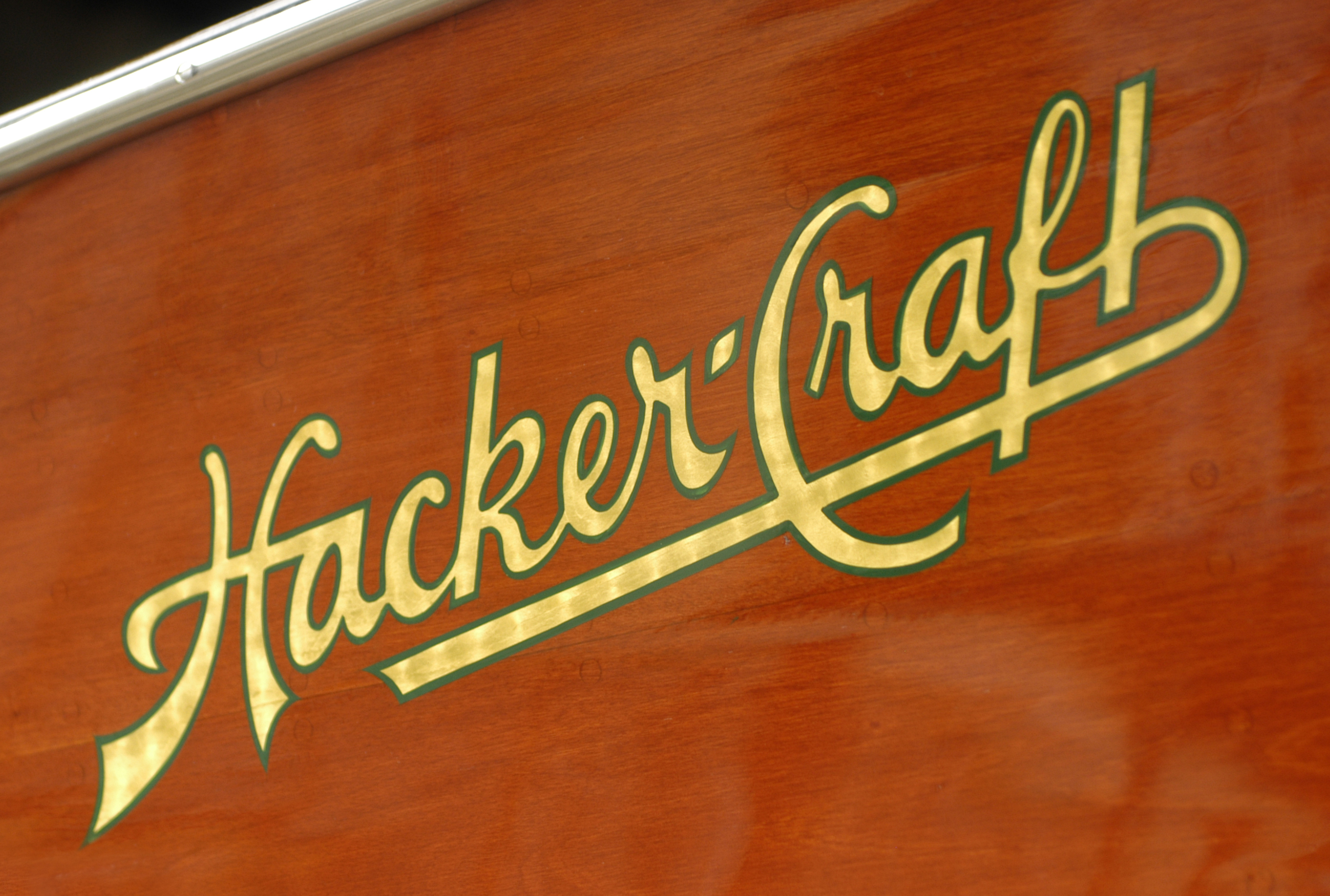
Hacker-Crafts logotyp, handmålat i bladguld på sidan av en runabout i mahogny

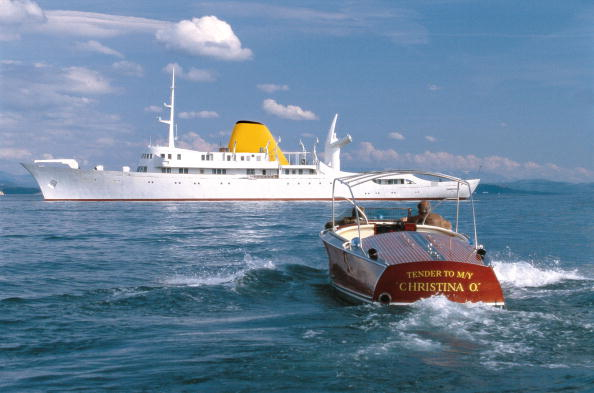
En Hacker-Craft som tenderbåt till lyxyachten M/Y Christina som tillhörde Aristoteles Onassis 1954–1975

John Ludwig Hacker, född 24 maj 1877 i Detroit, död 1961, var en amerikansk båtkonstruktör.
Han arbetade på sin fars företag som bokförare under fyra år, samtidigt som han utbildade sig på aftonskolor och med korrespondenskurser för att bli båtkonstruktör. Han fick examen vid 22 års ålder och blev frilansande båtkonstruktör för småbåtar. Dessa var vid denna tid, kring sekelskiftet 1900, smala och rundbottnade, och skar genom vågorna snarare än att plana över dem. Han byggde en försöksbåt, 30 fot lång runabout, för att testa sina idéer om vattenplaning. Båten hade bland annat ett V-format skrov. År 1904 ritade han Au Revoir, vilken var världens snabbaste motorbåt vid denna tidpunkt.
År 1908 grundade han Hacker Boat Company i Detroit genom övertagande av det befintliga Detroit Launch and Power Company.
John Hacker konstruerade också flottörerna för bröderna Wrights dubbeldäckare.